# Котушка Румкорфа

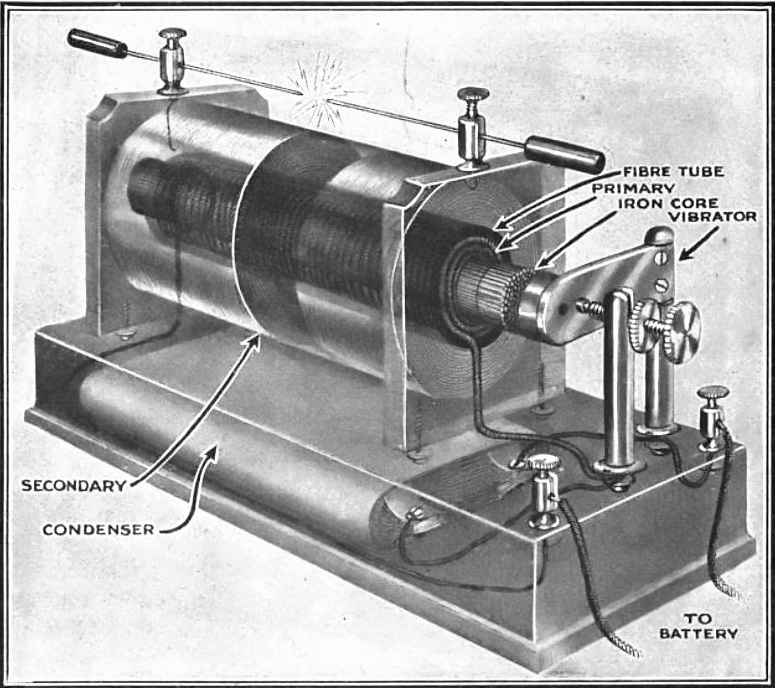
Конструкція індукційної котушки Румкорфа

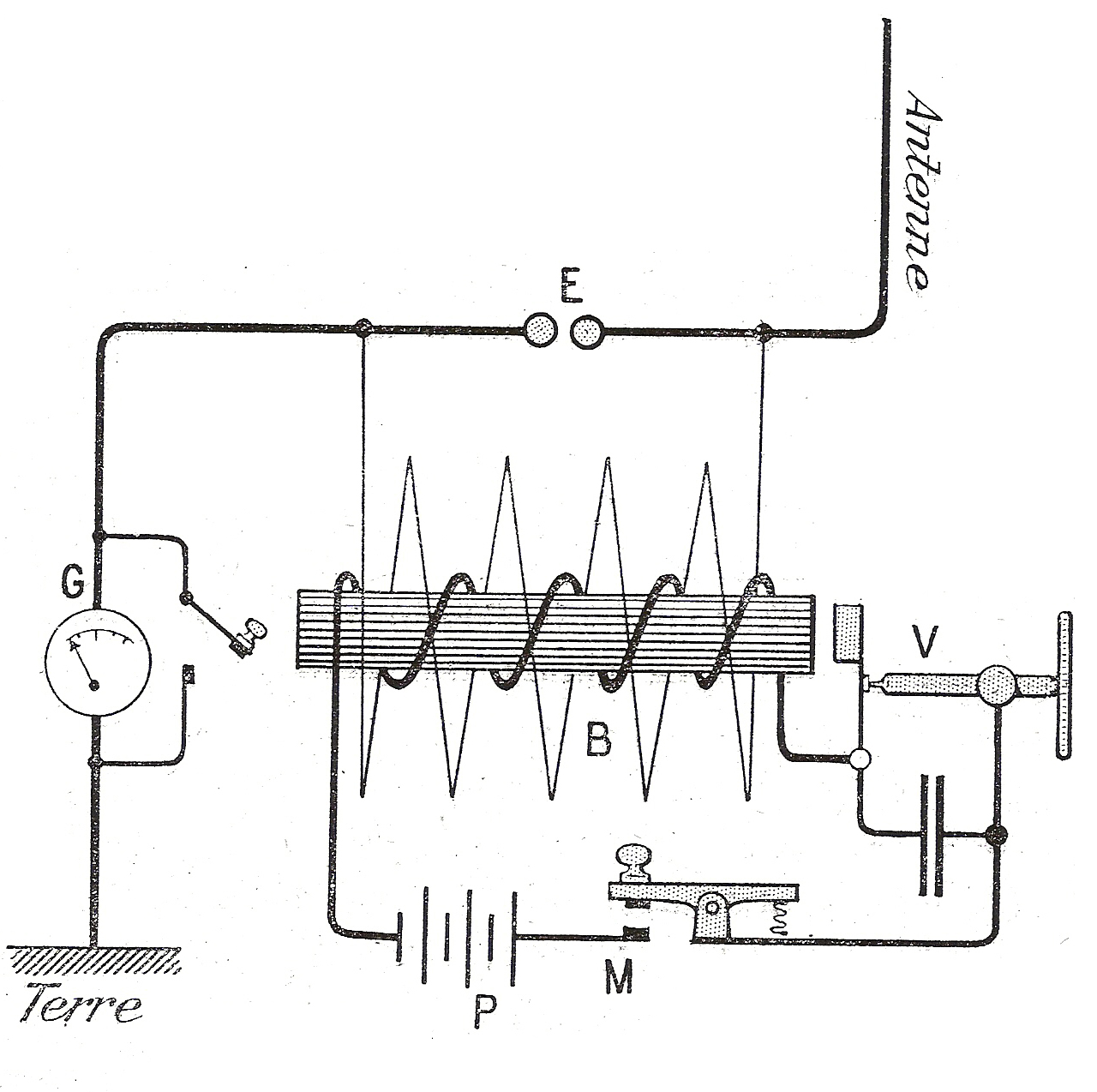
Схема індукційної котушки Румкорфа

Котушка Румкорфа, індукційна котушка — пристрій для отримання імпульсів високої напруги. Являє собою електромеханічний перетворювач низької постійної напруги на високу змінну напругу. Котушка отримала назву за ім'ям німецького винахідника Генріха Румкорфа, який сконструював її в 1851 році і організував її виробництво у своїй майстерні в Парижі. Більш ранні розробки подібного пристрою іншими винахідниками відносяться до 1836 року.
Словосполучення індукційна котушка використовується також для котушки, що перетворює високочастотний змінний струм на вихрові струми для нагріву предметів, поміщених всередині (або поблизу) цієї котушки, при індукційному нагріванні або в обладнанні для зонного плавлення.

## Опис

### Конструкція і схема підключення
Котушка індуктивності Румкорфа складається з двох обмоток з ізольованого мідного дроту, розташованих навколо спільного залізного осердя (стержня). Первинна обмотка містить відносно мале число (десятки, сотні) витків товстого дроту. Вторинна обмотка містить велику кількість (тисячі) витків тонкого дроту. До складу котушки входить автоматичний переривник (V) кола первинної обмотки (вібратор), конденсатор, а також регульований розрядний проміжок (E) в колі вторинної обмотки. Призначення переривника полягає в швидкому почерговому замиканні і розмиканні електричного кола. Зазор між якорем переривника і осердям котушки може регулюватися гвинтом.
У практичній схемі котушка підключається до джерела живлення постійного струму (P), наприклад, через телеграфний ключ (M). Показаний на схемі балістичний гальванометр (G) може бути використаний для вимірювання електричного заряду, переданого у вторинне коло котушки при іскровому розряді через розрядний проміжок (E).

### Принцип дії

Осцилограма в індукційній котушці без конденсатора:
i_{1} — первинний струм
v_{2} — вторинна напруга

Те саме, з конденсатором. Шкала для v_{2} (контакти розімкнуті)
відрізняється від верхнього малюнка, тут вторинна напруга значно більша

При замиканні ключем M кола джерела живлення з первинною обмоткою, в ньому тече струм, що наростає, обумовлений індуктивним характером кола. В магнітному полі котушки накопичується енергія:
{\displaystyle W={\frac {\Psi I}{2}}={\frac {L{{I}^{2}}}{2}}}
де {\displaystyle \Psi =\Phi w} — потокозчеплення, {\displaystyle \Phi } — магнітний потік, {\displaystyle w} — число витків первинної обмотки, {\displaystyle I} — струм у первинній обмотці, {\displaystyle L} — індуктивність первинної обмотки.
Коли магнітний потік в осерді досягає певної величини, якір переривника притягається, і переривник розмикається, що призводить до різкого зменшення струму первинної обмотки (і магнітного потоку) і до відпускання якоря під дією пружини. Переривник знову замикається, після чого знову розмикається. Процес триває безперервно, поки замкнуто ключ M.
Напруга на вторинній обмотці (вторинна напруга) приблизно пропорційна швидкості зміни струму в первинній обмотці (первинного струму). При розмиканні і замиканні переривника напруга на вторинній обмотці має різну полярність. При замиканні струм наростає порівняно повільно, поступово уповільнюючи швидкість наростання через внутрішній опір джерела живлення. При розмиканні зміна струму в первинній обмотці більш різка. Тому імпульсна напруга на вторинній обмотці при розмиканні набагато більша, ніж при замиканні.

### Призначення конденсатора
При відсутності конденсатора розмикання переривника призводить до утворення між його контактами електричної дуги, в якій витрачається енергія, запасена в котушці. При цьому швидкість зміни (спаду) первинного струму зменшується, а отже зменшується вихідна напруга.
За наявності конденсатора (ємністю приблизно від 0,5 до 15 мкФ) можливість утворення електричної дуги в переривнику протягом часу розриву ланцюга залишається, але швидкість зміни первинного струму при розмиканні значно зростає. Відповідно зростає і напруга, наведена на вторинній обмотці. Конденсатор і первинна обмотка в інтервалі часу розриву утворюють коливальний контур, тому в первинній обмотці протікає осцилюючий згасаючий синусоїдальний струм, внаслідок чого на вторинній обмотці наводиться синусоїдальна напруга.
Таким чином, в кожному інтервалі розриву ланцюга переривника, завдяки електромагнітній індукції на вторинній обмотці наводяться імпульси високої напруги (десятки, сотні тисяч вольт) зі змінною полярністю. Кожен імпульс, що має достатню амплітуду, викликає іскровий розряд у розрядному проміжку.

### Теоретична схема без втрат
В ідеальному випадку, за відсутності втрат в котушці й у всій схемі підключення, після розмикання переривника (без утворення електричної дуги) енергія магнітного поля котушки повністю перетворюється в енергію електричного поля конденсатора. Якщо конденсатор до цього був повністю розряджений, то справедлива рівність:
{\displaystyle {\frac {L{{I_{m}}^{2}}}{2}}={\frac {C{{U_{m}}^{2}}}{2}}}
де {\displaystyle L} — індуктивність первинної обмотки, {\displaystyle I_{m}} — максимальний струм у первинній обмотці, {\displaystyle C} — електрична ємність конденсатора, {\displaystyle U_{m}} — максимальна напруга на конденсаторі.
У коливальному контурі максимальні змінні напруги на конденсаторі і на котушці індуктивності рівні, тому максимальна напруга на первинній обмотці котушки:
{\displaystyle U_{m}=I_{m}{\sqrt {\frac {L}{C}}}}
У цій формулі немає явної залежності від напруги джерела живлення. Напруга на первинній обмотці котушки визначається тільки параметрами коливального контуру і струмом у первинній обмотці, тому вона може у багато разів перевищувати напругу джерела живлення. Завдяки великому відношенню числа витків вторинної та первинної обмоток вихідна напруга буде ще більшою.
Можна отримати вираз для {\displaystyle U_{m}} із залежністю від напруги джерела живлення. У схемі без втрат максимальний струм в котушці індуктивності, підключеній до джерела живлення з постійною напругою {\displaystyle U_{p}} на інтервал часу {\displaystyle t_{p}}, визначається за формулою:
{\displaystyle I_{m}={\frac {U_{p}t_{p}}{L}}}
тоді:
{\displaystyle U_{m}={\frac {U_{p}t_{p}}{\sqrt {LC}}}}

### Особливості конструкції
Висока напруга, створювана на вторинній обмотці, накладає певні вимоги до її конструкції щоб уникнути електричного пробою тонкої ізоляції між витками дроту і іскрового (або дугового) розряду між окремими частинами котушки. Для цього провідники з великою різницею потенціалів розносяться якнайдалі один від одного. В одному поширеному методі вторинна обмотка розділяється на ізольовані вузькі секції, електрично з'єднані у послідовний ланцюг. Спочатку на залізне осердя намотується первинна обмотка, на яку накладається паперова чи гумова ізоляція. Потім одягається кожна секція вторинної обмотки з ізоляцією одна від одної вощеними картонними дисками. Напруга, що створюється у кожній секції, недостатня для електричного пробою всередині секції. Значна напруга створюється тільки через кілька послідовних секцій, які рознесені досить далеко. Для остаточної ізоляції всієї котушки її просочують, наприклад, розплавленим парафіном. Після затвердіння котушка виявляється цілком вміщеною в парафін.
Для запобігання вихровим струмам, які викликають втрати енергії, залізне осердя робиться з пучка паралельних залізних дротів, покритих для електричної ізоляції шелаком. Тому наведені в осерді вихрові струми, які замикаються в площині, перпендикулярній магнітної осі, блокуються шарами ізоляції. Кінці ізольованої первинної обмотки часто стирчать на кілька дюймів від обох кінців вторинної обмотки, щоб запобігти електричному розряду від високої вторинної напруги через первинну обмотку.

## Ртутні і електролітичні переривники
Хоча всі сучасні індукційні котушки, застосовувані в освітніх цілях у фізичних кабінетах, використовують описаний вище ударний переривник (вібратор), це було неприйнятним для живлення великих індукційних котушок, що використовувалися в іскрових радіопередавачах і в рентгенівських установках на межі XIX—XX століть. У потужних котушках великий первинний струм створював електричну дугу між контактами переривника, які від цього швидко руйнувалися. Крім того, оскільки кожен розрив кола виробляє імпульс напруги на котушці, то, чим більше розривів у секунду, тим більша вихідна потужність. Ударні переривники не забезпечували швидкість переривання більше 200 розривів на секунду, а їх використання в потужних котушках було обмежене 20-40 розривами на секунду.
Тому багато досліджень було спрямовано на вдосконалення переривників, і кращі конструкції використовувалися в потужних котушках, тоді як ударні переривники використовувалися тільки в невеликих котушках з довжиною іскри до 20 см. Леон Фуко та інші розробили переривники, що складаються з коливної голки, поміщеної в контейнер з ртуттю. Ртуть була покрита шаром спирту, який швидко гасив дугу, здійснюючи більш швидке перемикання. Ці переривники часто керувалися окремим електромагнітом або мотором, що дозволяло відрегулювати швидкість переривання і час затримки окремо від первинного струму. Потужні котушки використовували електролітичні або ртутні турбінні переривники.
Артур Венельт у 1899 році винайшов електролітичний переривник, який складався з короткої платинової голки (анод), зануреної в електроліт з розведеної сірчаної кислоти. Іншою стороною кола в електроліті була свинцева пластина (катод). Коли через нього проходив струм, на голці утворювалися бульбашки водню, які багаторазово розривали ланцюг. Це призводило до випадкового розриву ланцюга зі швидкістю до 2000 розривів в секунду. Такі переривники були кращі для живлення рентгенівських трубок, хоча виділяли багато тепла, через що водень міг вибухнути.

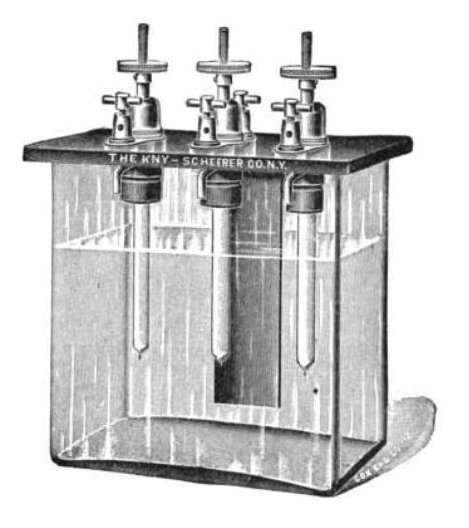
Триелектродний переривник Венельта

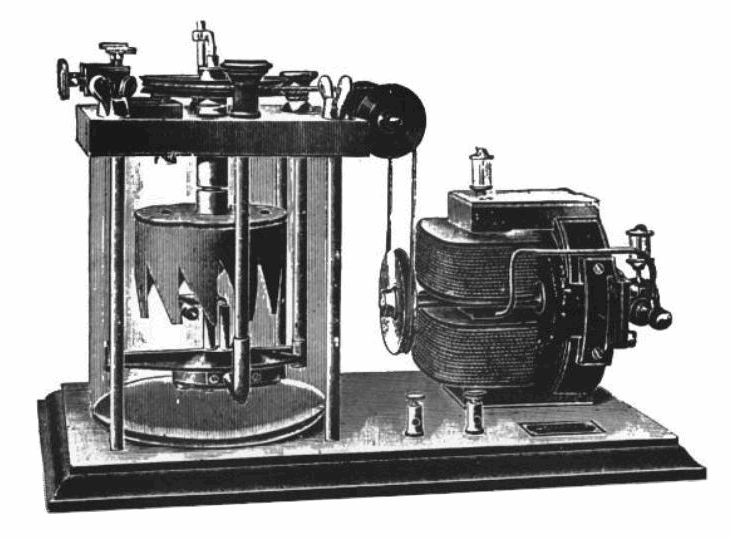
Ртутний турбінний переривник

У ртутних турбінних переривниках струмінь рідкої ртуті під тиском спрямовувався на металеві зуби колеса, що швидко оберталося. Опусканням або підніманням колеса щодо струменя ртуті можна було змінювати інтервали часу замкнутого і розімкненого стану електричного кола. Ці переривники могли досягати швидкості переривання до 10000 розривів в секунду і були найширше використовуваним типом переривника на бездротових телеграфних станціях.

## Історія

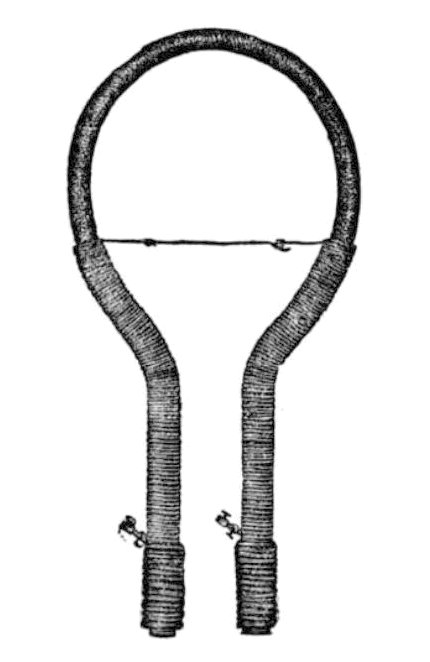
Перша індукційна котушка Ніколаса Каллана, 1836 рік

У 1831 році Майкл Фарадей відкрив електромагнітну індукцію, проводячи експерименти з котушками, намотаними дротом. У 1836 році Ніколас Каллан і Чарльз Графтон Пейдж незалежно один від одного винайшли індукційну котушку з ручним важільним переривачем. Удосконаленням котушки займався також Вільям Стерджен. У 1837 році Джордж Генрі Баххофнер і Вільям Стерджен незалежно один від одного виявили, що заміна суцільного залізного осердя індукційної котушки пучком із залізних дротів збільшує вихідну напругу (як з'ясувалося пізніше, через зменшення втрат потужності на вихрові струми). У 1838 році Джеймс Вільям Мак Гоулі винайшов автоматичний ударний переривник. У 1853 році Іпполіт Фізо ввів використання гасячого конденсатора.
Генріх Румкорф отримував більш високу напругу значним збільшенням довжини вторинної обмотки, в деяких котушках використовувалося до 10 км проводу, і створювалася іскра довжиною до 40 см. На початку 1850-х років американський винахідник Семюель Едвард Річі ввів секціоновану конструкцію вторинної обмотки для поліпшення ізоляції. У 2006 році Інститут інженерів з електротехніки та електроніки назвав індукційну котушку Каллана віхою в історії електротехніки.
Котушка Румкорфа використовувалася, щоб забезпечити високу напругу для початку газового розряду, для трубок Крукса та для інших високовольтних досліджень, а також для демонстрації ефектів, пов'язаних з електрикою. Вона також застосовувалася в експериментах, пов'язаних з передачею і прийомом електромагнітних хвиль. Застосування її в передавачі електромагнітних хвиль було зумовлене тим, що іскровий розряд від високої напруги котушки у власному розрядному проміжку або в іншому розряднику стає джерелом електромагнітного випромінювання в широкому спектрі частот. Котушка Румкорфа була частиною експериментальної установки Генріха Герца, за допомогою якої було досліджено властивості електромагнітних хвиль, а також широко використовувалася в ранніх практичних пристроях бездротової передачі телеграфних сигналів (див. Хронологія радіо).
Котушки Румкорфа широко використовувалися в рентгенівських апаратах (як високовольтне джерело живлення) і для живлення дугових освітлювальних приладів в 1880—1920 роках. В наш час котушка Румкорфа використовується у кабінетах фізики для демонстрації електромагнітної індукції, а близька за принципом дії котушка запалювання застосовується у двигунах внутрішнього згоряння.